# Bojangles (singolo)
Bojangles è un brano musicale del cantante statunitense hip hop Pitbull. Il remix vede anche la collaborazione dei Ying Yang Twins.

## Il video
Nel video controverso di Bojangles appaiono  anche Lil Jon e gli Ying Yang Twins.

## Classifiche
| Classifiche (2006)                   | Posizione più alta |
| ------------------------------------ | ------------------ |
| U.S. Billboard Hot 100               | 91                 |
| U.S. Billboard Hot R&B/Hip-Hop Songs | 89                 |
| U.S. Billboard Pop 100               | 80                 |